# Paul Rudolf (aviron)
Paul Rudolf, né le 6 décembre 1892, est un rameur suisse. 
Il obtient la médaille d'or dans l'épreuve du quatre barré durant les championnats d'Europe d'aviron 1912 et les Jeux olympiques de 1920.

## Biographie

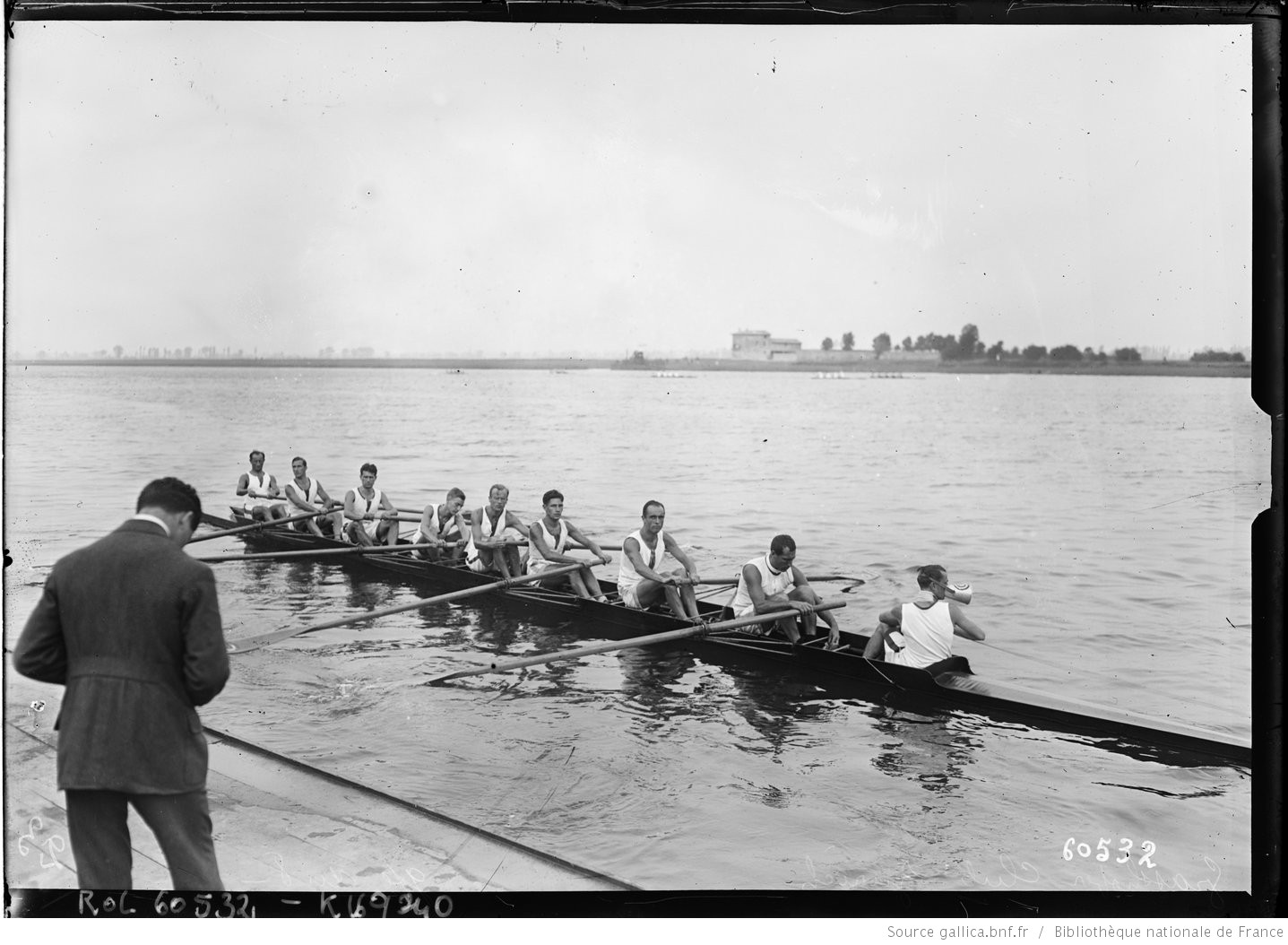
Le 8 vainqueur aux championnats d'Europe 1920.

Il est le frère de Max Rudolf.

## Résultats

### Jeux olympiques
| Épreuve / Édition | Épreuve / Édition | Anvers 1920      |
| ----------------- | ----------------- | ---------------- |
| Aviron            | Quatre            | Or               |
| Aviron            | Huit              | Éliminé en série |

### Championnats d'Europe
Il remporte le titre en huit en 1912, 1920 et 1921. Il remporte le titre en quatre en 1920 et 1921.